# Gabriel Macuvele
Gabriel Macuvele, thường gọi Gabito (sinh ngày 4 tháng 2 năm 1981), là một cầu thủ bóng đá người Mozambique thi đấu cho đội bóng tại Moçambola C.D. Maxaquene và Đội tuyển bóng đá quốc gia Mozambique ở vị trí hậu vệ.
Gabito khởi đầu sự nghiệp năm 2000 lúc 19 tuổi. Anh từng thi đấu cho nhiều câu lạc bộ ở Mozambique gồm Costa do Sol, Atlético Muçulmano và Liga Muçulmana. Macuvele có một khoảng thời gian ngắn ở Sudan từ 2003 đến 2005 khi thi đấu cho Al-Hilal Club.